# Metabolizam
Metabolizam ili izmjena tvari je skup kemijskih procesa koje se odvijaju u živom organizmu kako bi održali život.
Ti procesi omogućuju organizmu da raste, da se razmnožava, da održava svoju strukturu i reagira na okolinu. Prema metaboličkim reakcijama, metabolizam se dijeli u dvije kategorije:
- Katabolizam kojim se razgrađuje organska tvar (npr. nakupljanje energije staničnim disanjem)
- Anabolizam koji koristi energiju za izgradnju staničnih dijelova (biosinteza organske tvari) kao što su npr. proteini i nukleinske kiseline.

Kemijske reakcije metabolizma su podijeljene u metaboličke puteve u kojima se određeni kemijski spoj pretvara u neki drugi uz pomoć enzima. Enzimi su ključni u metabolizmu zato što omogućuju organizmu da brzo i efikasno izvodi biološki poželjne, ali termodinamički nepovoljne kemijske reakcije, u kojemu enzimi djeluju kao katalizatori. Enzimi omogućuju i kontrolu metaboličkih puteva, kao odgovor na promjene u staničnoj okolini ili neki drugi podražaj.
Neki od osnovnih metaboličkih puteva u organizmu čovjeka su:
- Metabolizam vode
- Metabolizam aminokiselina koje se međusobno povezuju peptidnom vezom i oblikuju polipeptide tj. proteine
- Metabolizam ugljikohidrata
- Metabolizam masti

Metabolizam pojedinog organizma određuje koji će kemijski spojevi se koristiti kao hranjive tvari, a koji kao otrovi.
Tako na primjer, neki prokarioti koriste vodikov-sulfid, kao hranjivu tvar dok je većini životinja otrov.
Iznenađujuća je sličnost osnovnih metaboličkih puteva među velikim brojem vrsta. Tako na primjer karboksilna kiselina, međuprodukta u ciklusu limunske kiseline, je prisutna u svim organizmima, od bakterija kao što je Escherichia coli pa do velikih višestaničnih organizama, npr. slon.
Bazalni metabolizam je naziv za količinu energije koja je potrebna za održavanje osnovnih životnih funkcija organizma.

## Katabolizam
Katabolizam je skupina metaboličkih procesa koji razgrađuju velike složene molekule. Glavna svrha razgradnje složenih molekule je dobivanje manjih molekula koje kasnije služe kao "materijal" za izgradnju složenih spojeva za potrebe organizma (anaboličke reakcije), a procesi se koristi i za dobivanje energije.
Kataboličke reakcije se razlikuju od organizma do organizma, pa se prema načinu na koji organizmi dobivaju energiju i ugljik mogu i podijeliti. Organizmi koji koriste organske molekule kao izvor energije nazivaju se organotrofni organizmi, dok litotrofni organizmi koriste anorganske spojeve, a fototrofni organizmi sunčevu svjetlost koriste kao potencijalni izvor kemijske energije.
Svi ovi različiti oblici metabolizma ovise o redoks reakcijama koje uključuju prijenos elektrona s reducirane molekule donora (npr. organske molekule, voda, amonijak, vodikov sulfid ili ion željeza), na molekulu akceptor elektrona (npr. kisik, nitrat ili sulfat).
Klasifikacija organizama prema njihovom metabolizmu
| izvor energije  | sunčeva svjetlost | foto- |         |         | -trof |
| izvor energije  | molekule          | kemo- |         |         | -trof |
| donor elektrona | organski spoj     |       | organo- |         | -trof |
| donor elektrona | anorganski spoj   | lito- |         |         | -trof |
| izvor ugljika   | organski spoj     |       |         | hetero- | -trof |
| izvor ugljika   | anorganski spoj   | auto- |         |         | -trof |

## Anabolizam
Anabolizam je niz metaboličkih proces izgradnje složenih molekula, za koje se troše prekursori i energija nastala katabolizmom. Složene molekule koje uglavnom čine stanične strukture, nastaju postupno, korak po korak iz malih jednostavnih molekula. Anabolizam se odvija u tri osnovna koraka. U prvom koraku nastaju prekursori složenih molekula kao što su aminokiseline, monosaharidi, isoprenoidi i nukleotidi. U drugom koraku prekursori se aktiviraju, vezanjem energije iz ATPa, a u trećem koraku se prekurosri spajaju u složene spojeve kao što su proteini, polisaharidi, lipidi i nukleinske kiseline.
Organizmi se međusobno razlikuju prema tome koliko molekula mogu izgraditi u svojim stanicama. Autotrofni organizmi kao što su biljke mogu izgraditi složene molekule kao što su polisaharidi i proteini iz jednostavnih molekula poput ugljikov dioksid i voda (fotosinteza). Za razliku od njih, heterotrofnim organizmima potrebni su izvori složenijih molekula kao što su aminokiseline i monosaharidi, kako bi izgradile svoje složene molekule. Organizmi se mogu dalje podijeliti na fotoautotrofne i fotoheterotrofne čiji je izvor energije sunce, i na kemoautotrofne i kemoheterotrofne čiji je izvor energije reakcija oksidacije anorganskih tvari.

## Energija

### Oksidacijska fosforilacija
U procesu oksidativne fosforilacije elektroni nastali u metaboličkim putevima kao što je npr.  krebsova ciklusa prenose se na molekulu kisik pri čemu se nastala energija koristi za sintezu ATP-a. U eukariota prijenos elektrona obavlja niz proteinskih kompleksa na unutrašnjoj membrani mitohondrija. Taj niz proteina koriste energiju nastalu prijenosom elektrona za izpumpavanje protona izvan mitohondrija i čini respiratorni lanac. 
Proteinski kompleksi djeluju tako da prenose elektron iz jednog aktivnog mjesta u kompleksu na drugo, pri čemu u svakoj reakciji elektron gubi malu količinu energija, koje se na taj način vrlo efikasno koristi za ispumpavanje protona izvan mitohondrija. Izpumpavanjem protona nastaje na membrani mitohondrija elektrokemijski gradijent, zbog razlike u koncentraciji protona. Izpumpani protoni se vraćaju unutar mitohondrija pomoću enzima ATP sintaza koji koristi njihov protok niz gradijent sa sintezu ATP-a iz ADP-a. Taj protok se može koristiti i za drug procese u stanici.

### Energija iz sunčeve svjetlosti
Energiju iz sunčeve svjetlosti biljke, određene skupine bakterija i protista, pretvaraju kemijsku energiju uz stvaranje oeganskih spojeva iz anorganske tvari u procesu fotosinteze.  

### Energija iz anorganskih spojeva
Kemolitotrofni organizmi su određeni prokarioti koji energiju dobivaju oksidacijom anorganskih spojeva.
Ovi organizmi mogu koristiti vodik, spojeve koje sadrže reducirani sumpor (sulfid, vodikov sulfid, tiosulfat), željezo(II)-oksid ili amonijak kao elektron donore. Elektroni se u respiratornom lancu iskorištavaju za dobivanje ATP-a, dok su elektron akceptori molekule kao npr. kisik ili nitriti. Ovi procesi koji se odvijaju u mikroorganizmima mogu biti od velike važnosti kao što je npr. nitrifikacija tla.

## Povijest
Povijest istraživanja metabolizma proteže se kroz nekoliko stoljeća. Prvi koncept metabolizma seže iz 13. stoljeća od 
Ibn al-Nafisa (1213-1288), koji je ustanovi da tijelo i njegovi dijelovi su u stalnom stanju rješavanja i hranjenja, pa se stoga u tijelu odvijaju stalne promjene. Prvi kontrolirani pokus objavio je Santorio Santorio 1614.g. u svojoj knjizi Ars de statica medecina, gdje je opisao promjene svoje težine prije i poslije jela, spavanja, rada, spolnog odnosa, posta, pijenja, naprezanja. Otkrio je da većina pojedene hrane je izgubljena u procesu koji je on nazvao "insenzibilna perspiracija". U ranim istraživanjima metabolički procesi nisu otkriveni, te je živo tkivo pokretala "vitalna sila". 
U 19. stoljeću je istraživanjem alkoholnog vrenja, pretvaranja šečera u alkohol pomoći gljivica, Louis Pasteur zaključio da vrenje katalizira tvar unutar gljivica koju je nazva "ferment". Dalje je zaključio da je alkoholno vrenje proces povezan za životom stanica gljivica, a ne sa smrću stanica. To otkriće, zajedno s radom Friedricha Wöhlera iz 1828.g. o kemijskoj sintezi ureje, dokazalo je da se organski spojevi i kemijske reakcije iz stanica ne razlikuju u svojim načelima od ostale kemije.
Otkriće enzima na početku 20. stoljeća (Eduard Buchner) odvojilo je istraćivanje kemijskih reakcija metabolizma od biološkog istraživanja stanice i označilo nastanak biokemije. U brojnim otkrićimaa na području biokemije u prvoj plovici 20. stoljeća, posebno se ističe ono Hansa Krebsa, otkriće ciklusa limunske kiseline.
Moderna biokemijska istraživanja danas su značajno napredovala upotrebom novih tehnika kromatografije, difrakcije x-zraka, NMR spektroskopije, radioizotopnog označavanja i elektronske mikroskopije. 